# Paola Cortellesi

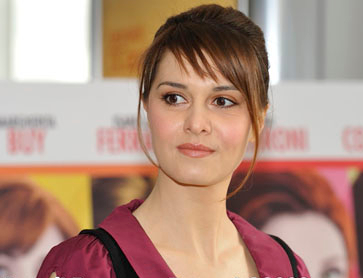
Paola Cortellesi, 2009

Paola Cortellesi (anhörenⓘ; * 24. November 1973 in Rom) ist eine italienische Schauspielerin, Moderatorin, Filmregisseurin und Drehbuchautorin. Im Jahr 2023 inszenierte sie mit Morgen ist auch noch ein Tag ihren ersten Spielfilm.

## Leben
Cortellesi spielte in über 30 Filmen mit, spielte in einer Reihe von Theateraufführungen, moderierte Fernseh- und Radioshows.
2002 moderierte Cortellesi auf Rai Uno zusammen mit Gianni Morandi und Lorella Cuccarini die Samstagabendshow Uno di noi. Neben Simona Ventura und Gene Gnocchi moderierte sie das Sanremo-Festival 2004. 2016 moderierte sie zusammen mit Laura Pausini die Show Laura & Paola.
2023 gab sie mit der Tragikomödie C’è ancora domani (deutscher Titel Morgen ist auch noch ein Tag, deutscher Kinostart: 4. April 2024) ihr Debüt als Filmregisseurin, für das sie auch am Drehbuch mitschrieb und die Hauptrolle der Delia übernahm. Dem 1946 in Rom spielenden Werk über die Unterdrückung von Frauen in Italien nach dem Zweiten Weltkrieg, die damals als völlig selbstverständlich galt, war großer Erfolg beim heimischen Publikum beschieden. Drei Wochen nach dem Kinostart verzeichnete C’è ancora domani laut Branchendiensten 1,5 Millionen Zuschauer und spielte 11 Millionen Euro ein, womit sich Cortellesis Regiearbeit in Italien auf dem Niveau der Hollywood-Blockbuster Barbie und Oppenheimer bewegte.
Cortellesi ist seit 2011 mit dem italienischen Filmregisseur Riccardo Milani verheiratet. Das Paar hat eine Tochter, Laura (* 2013).

## Filmografie (Auswahl)
- 2000: Chiedimi se sono felice
- 2001: Se fossi in te
- 2001: Un altr’anno e poi cresco
- 2002: A cavallo della tigre
- 2002: Bell’amico
- 2003: Passato prossimo
- 2003: Il posto dell’anima
- 2004: Tu la conosci Claudia?

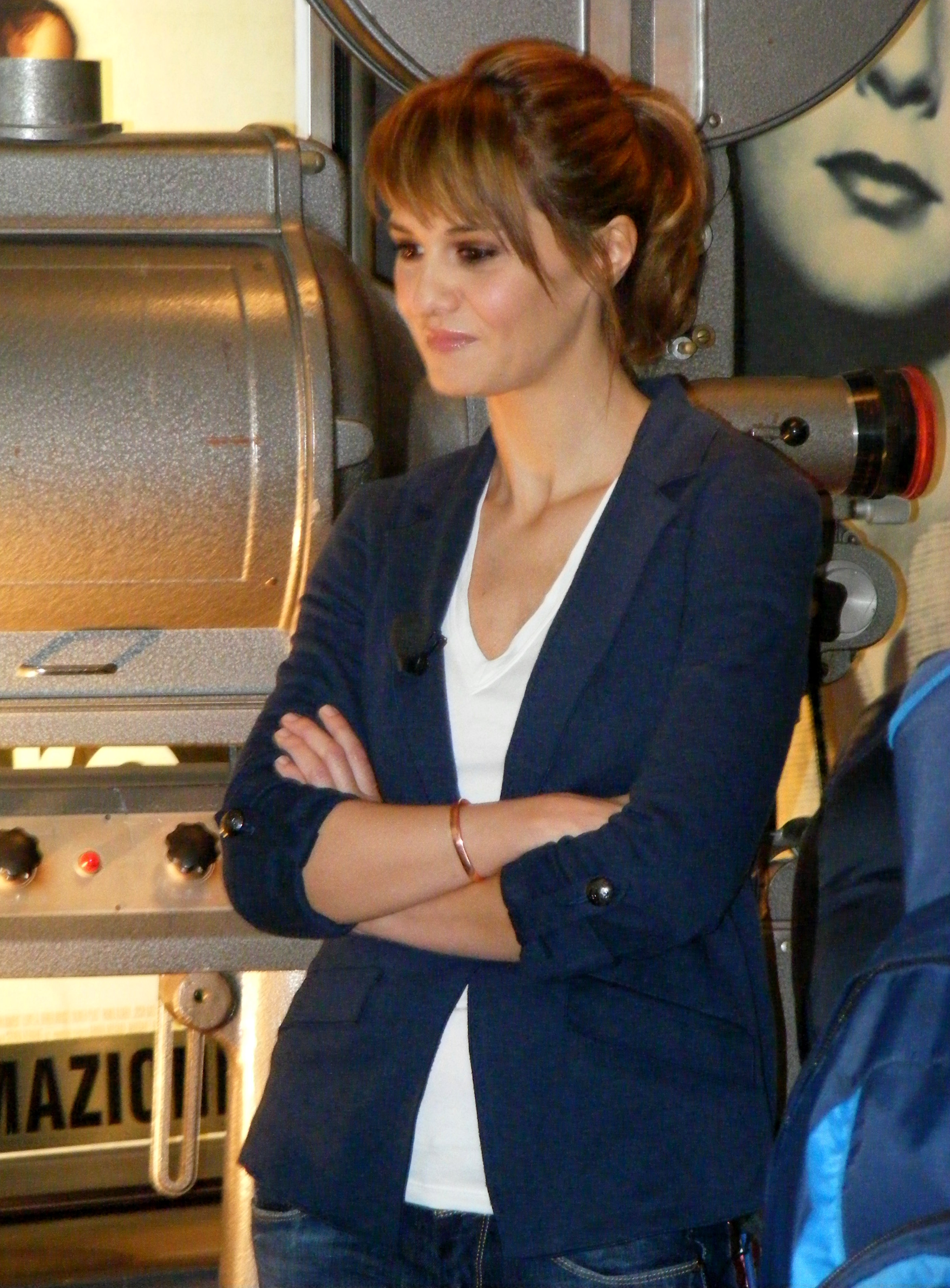
Paola Cortellesi (2011)

- 2006: Non prendere impegni stasera
- 2007: Piano, solo
- 2007: Maria Montessori
- 2009: Due partite
- 2009: La fisica dell’acqua
- 2010: Kusswechsel 2 – Gegensätze ziehen sich aus (Maschi contro femmine)
- 2011: Nessuno mi può giudicare
- 2011: C'è chi dice no
- 2014: Un boss in salotto
- 2014: Sotto una buona stella
- 2014: Scusate se esisto!
- 2015: Giovanni Boccaccio – Das Dekameron (Maraviglioso Boccaccio)
- 2015: Gli ultimi saranno ultimi
- 2016: Qualcosa di nuovo
- 2017: Mamma o papà?
- 2017: Come un gatto in tangenziale
- 2018: Detective per Caso
- 2018: Unsere Lehrerin, die Weihnachtshexe (La Befana vien di notte)
- 2019: Giovanna Streng Geheim (Ma cosa ci dice il cervello)
- 2020: Figli
- 2020–2022: Mord in Genua – Ein Fall für Petra Delicato
- 2020: Nilde Iotti, il tempo delle donne
- 2021: Come un gatto in tangenziale – Ritorno a Coccia di Morto
- 2023: Morgen ist auch noch ein Tag (C’è ancora domani) (auch Drehbuch und Regie)

## Auszeichnungen
- 2011: David di Donatello[6] für die Hauptrolle in Nessuno mi può giudicare
- 2011: Globo d’oro für die Hauptrolle in Nessuno mi può giudicare
- 2015: Nastro d’Argento für die Hauptrolle in Scusate se esisto!